# Ludwik Borawski

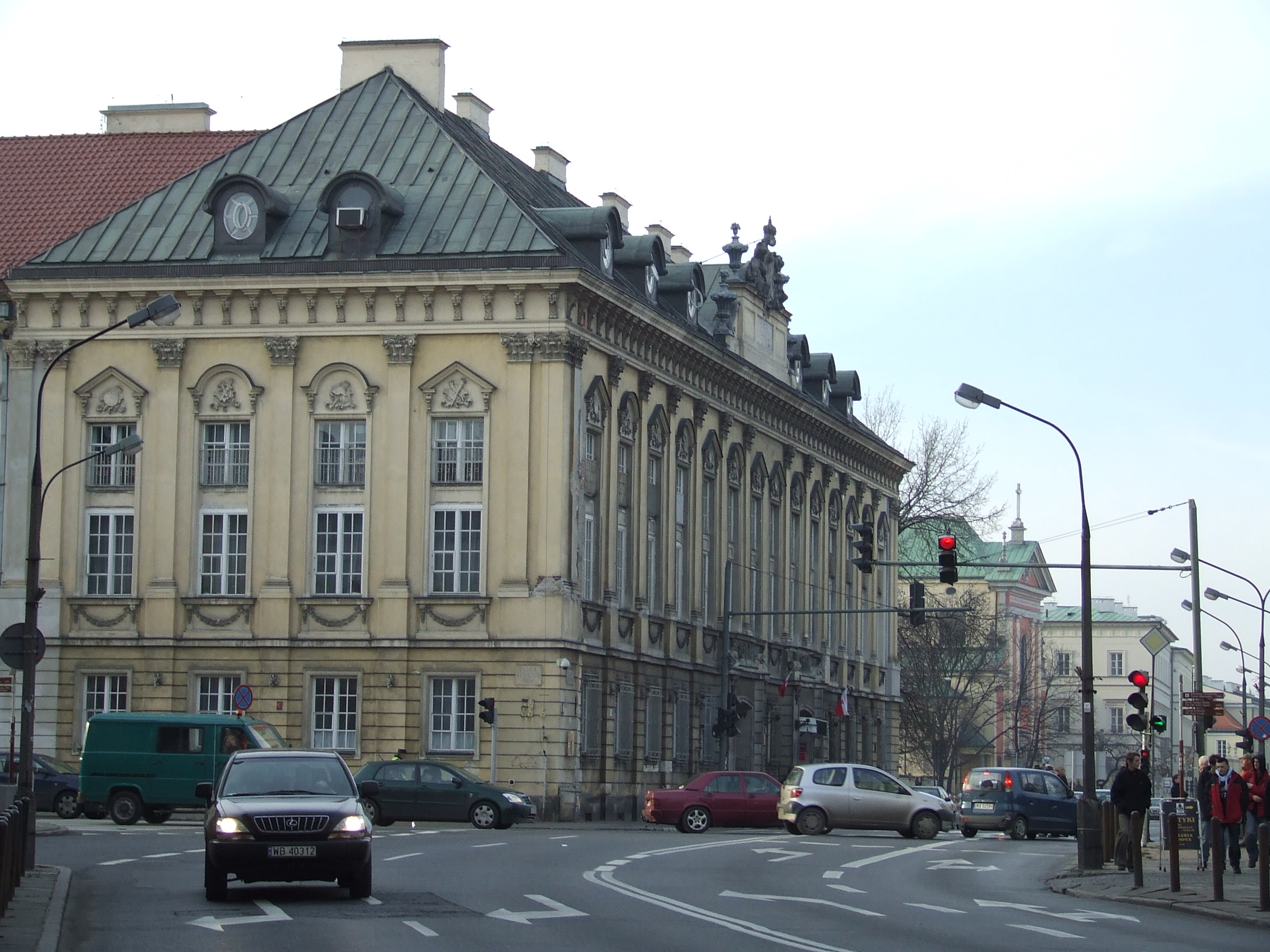
Pałac Biskupów Krakowskich odbudowany według projektu Ludwika Borawskiego

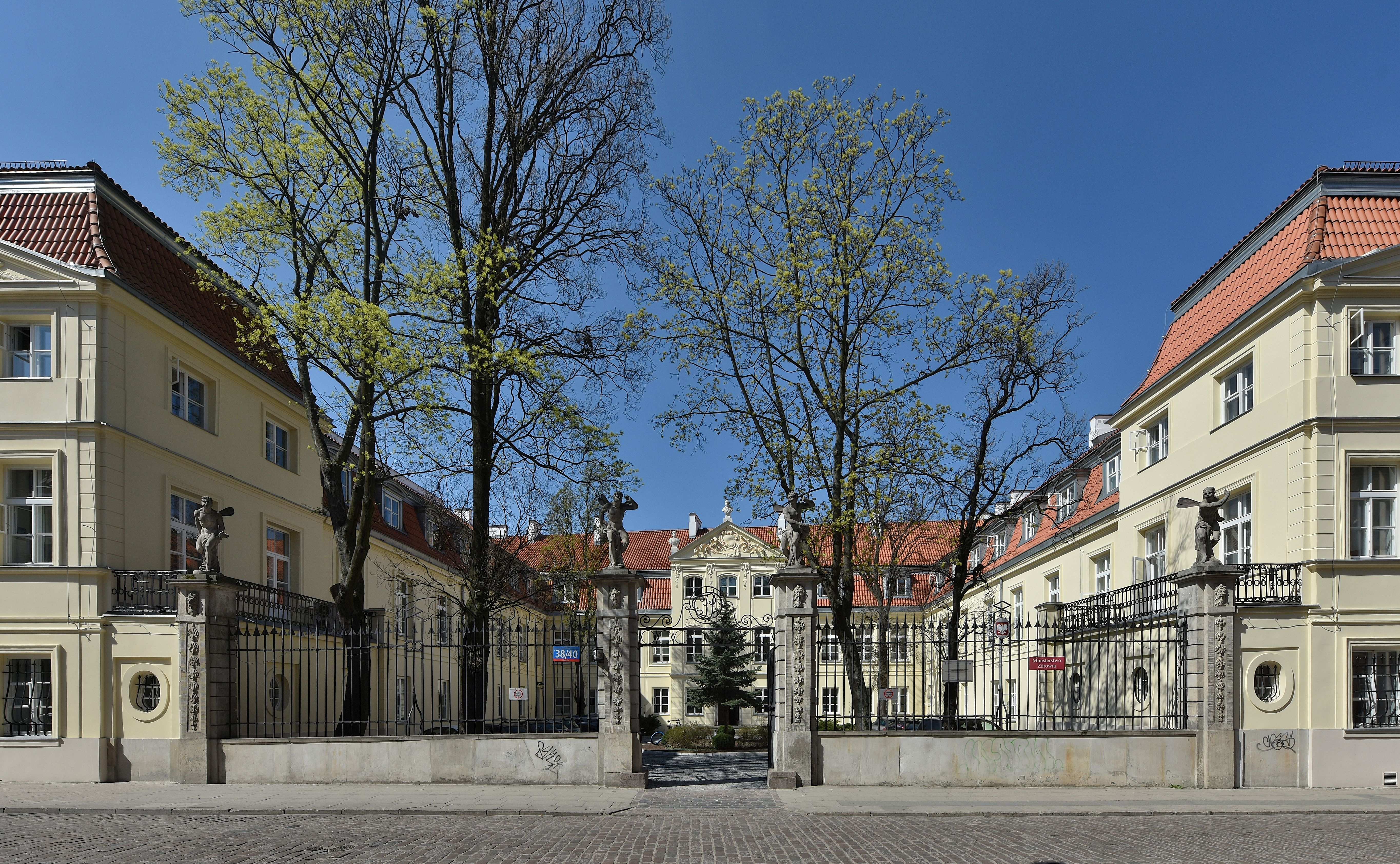
Pałac pod Czterema Wiatrami przy ul. Długiej 38/40 w Warszawie

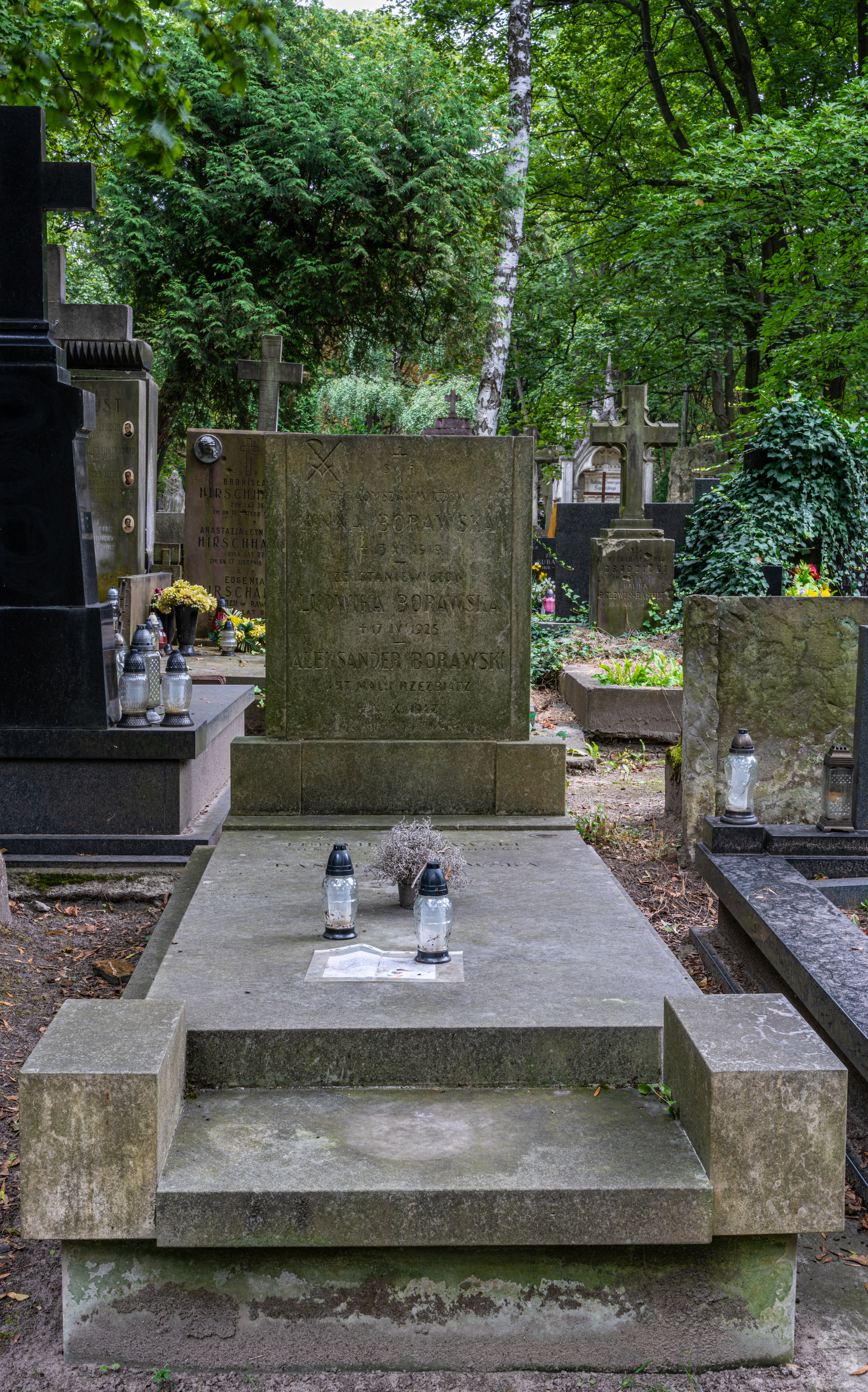
Grób Ludwika Borawskiego na cmentarzu Powązkowskim w Warszawie

Ludwik Władysław Borawski herbu Bojcza ps. Bojcza (ur. 8 kwietnia 1925 w Warszawie, zm. 5 listopada 1971) – polski architekt i powstaniec warszawski.

## Życiorys
W dzieciństwie mieszkał w Warszawie, w czasie wojny przy ul. Noakowskiego 12. Brał udział w konspiracji w Armii Krajowej (ps. „Bojcza, numer legitymacji AK 114245). Zdał maturę wiosną 1944 roku na tajnych kompletach. W czasie powstania warszawskiego walczył w 3. kompanii 3. batalionu pancernego „Golski” na odcinku „Ratusz”, podobwód „Sławbor”, I Obwód „Radwan” (Śródmieście) Warszawskiego Okręgu Armii Krajowej. Po powstaniu dostał się do niemieckiej niewoli – był jeńcem Stalagu X B pod Sandbostel. Został wyzwolony w kwietniu 1945 roku przez oddziały brytyjskie.
Po wojnie, w 1950, ukończył studia na Wydziale Architektury Politechniki Warszawskiej i pracował jako architekt.
Został pochowany na cmentarzu Powązkowskim w Warszawie (kwatera 95-6-24).

## Prace
Ludwik Borawski projektował odbudowywane po wojnie budynki w Warszawie, m.in.:
- Pałac Biskupów Krakowskich przy ul. Miodowej 5 róg ul. Senatorskiej 6 (odbudowa w latach 1948–1950, wraz z Wacławem Podlewskim). Pałac otrzymał wygląd zbliżony do stanu po przebudowie dokonanej przez Kajetana Sołtyka, z pozostawieniem podziału wysokiego pierwszego piętra na dwie kondygnacje. Elewację wzdłuż ul. Senatorskiej podzielono na trzy części, obniżając i przekształcając (prawdopodobnie) zachowane mury budynku z 1910 roku, przylegającego do kamienicy przy ul. Senatorskiej 8;
- kamienica Jacka Małachowskiego przy ul. Senatorskiej 8 (odbudowa w latach 1948–1950, wspólnie z Mieczysławem Kuzmą i Zygmuntem Stępińskim);
- Pałac Pod Czterema Wiatrami przy ul. Długiej 38/40, obecnie siedziba Ministerstwa Zdrowia, Głównego Inspektoratu Sanitarnego, Państwowej Inspekcji Farmaceutycznej i biura Światowej Organizacji Zdrowia w Polsce (odbudowa w latach 1949–1951).

Wraz z zespołem młodych architektów (Jerzy Szczepanik-Dzikowski i Andrzej Szkop) wygrał konkurs na projekt zespołu osiedli Ursynów Północny dla 38 tysięcy mieszkańców, jednak jego śmierć wkrótce po rozstrzygnięciu konkursu nie pozwoliła na realizację projektu.

## Życie rodzinne
Był synem Władysława i Ludwiki z domu Staniewicz. Ożenił się z Danutą Rokicką (1922–1991), córką Józefa Rokickiego. Miał z nią troje dzieci: Joannę, późniejszą Jungst, Ludwikę, późniejszą Szymborską i Jakuba Ludwika. Drugim mężem Joanny był Wojciech Eichelberger.